# Eaton Hall
Eaton Hall est la propriété de campagne (country house) du Duc de Westminster et de sa famille. Elle est située sur un terrain de 2 km2 au sud du village d'Eccleston (en) dans le Cheshire, en Angleterre.
La maison est entourée de jardins à la française, d’un parc, de terres agricoles et de bois. Le domaine total couvre environ 10 872 acres (4 400 ha). 

## Histoire
La première grande maison a été construite au 17ème siècle. Au début du 19ème siècle, elle a été remplacée par une maison beaucoup plus grande conçue par William Porden. Celle-ci a été remplacée à son tour par une maison encore plus grande, avec des dépendances et une chapelle, conçue par Alfred Waterhouse. La construction a commencé en 1870 et s’est terminée environ 12 ans plus tard. 
En 1960, la structure de la maison s’était détériorée et, comme beaucoup d’autres manoirs de cette période, elle a été démolie, bien que la chapelle et de nombreuses dépendances aient été conservées. Une nouvelle maison a été construite, mais sa conception n’a pas été considérée comme sympathie avec le paysage local, et à la fin des années 1980, elle a été remodelée et a reçu l’apparence d’un château français.
La maison est entourée de jardins à la française depuis le 17ème siècle, dont la conception a changé au fil des siècles. De nombreux bâtiments sont inclus dans le domaine, certains décoratifs, d’autres construits pour le personnel. Beaucoup sont des bâtiments classés. La maison principale et le domaine ne sont pas ouverts au public, mais les jardins sont ouverts trois jours par an pour collecter des fonds pour des œuvres caritatives, et certains des bâtiments du domaine peuvent être loués à des fins caritatives.